# Ōe (Klan)
Die Ōe (japanisch 大江氏, Ōe-uji) waren eine alte japanische Familie von Gelehrten, Dichtern und Staatsmännern.

## Genealogie
- Otondo (音人; 811–877) war ein Schüler von Sugawara no Kiyokimi. Er stieg auf bis zum Leiter der Schutzkräfte (Kebiishi-bettō). Er ist auch bekannt unter dem Namen „Fürst Kōshō“ (江相公, Kōshōkō). Otondo kompilierte Gesetzeswerk Jōgan Kyakushiki (貞観格式) von Sugawara no Koreyoshi[A 1] und anderen, das 871 erschien und war an der Kompilation des vom Kaiserhof in Auftrag gegebenen Geschichtswerks Nihon Montoku Tennō Jitsuroku von 879 beteiligt. Er kompilierte zudem das politische Handbuch Kōteihan (弘帝範) in drei Bänden und das Militärregister Gunseki Yōran (群籍要覧) in 40 Bänden, die jedoch beide nicht mehr erhalten sind. Ebenfalls verlorengegangen sind seine Gedichte in Form der Sammlung Gō Otondo Shū (江音人集).[1]
- Chisato (千里), Otondos Sohn oder eventuell Enkel, war einer der Sechsunddreißig Unsterblichen der Dichtkunst des Mittelalters. Die kaiserliche Gedichtanthologie Kokin-wakashū enthält 31 seiner Gedichte.
- Asatsuna (朝綱; 836–957), ein Enkel Otondos, zeichnete sich als Schriftsteller, insbesondere Kanshi-Poet aus. Asatsuna war Professor für Literaturkunde (monjō hakase) und Staatsrat (sangi). Er war an der Herausgabe des Geschichtswerks Shin-Kokushi (新国史) beteiligt und wurde Nochi no Kōshōkō (後江相公), „der spätere Fürst Kōshō“, genannt. Asatsuna war zudem als meisterlicher Kalligraph bekannt. Seine eigenen Werke wie die Gedichtesammlung Nochi no Kōshōkō Shū (後江相公集) und die Dichtkunstabhandlung Wachūsetsuin (倭注切韻) sind nicht erhalten, aber Gedichte von ihm finden sich in mehreren bedeutenden kontemporären Gedichtanthologien.[2]
- Koretoki (維時; 888–963), ein anderer Enkel Otondos und Cousin Asatsunas, übernahm wichtige Funktionen in der Regierung der Kaiser Suzaku und Murakami und stieg 960 bis zum Posten eines Chūnagon auf. Er wird auch Kōshōkō genannt. Er war ebenfalls Professor für Literaturkunde, Kanshi-Dichter und nach dem Tode Asatsunas ebenfalls an der Kompilation des Shin-Kokushi beteiligt.[3]
- Masahira (匡衡; 952–1012) lernte seit seiner Kindheit unter seinem Großvater Koretoki Dichtkunst[4] und war Professor für Literaturkunde, sowie Lehrer des Tennō Ichijō. Seine Frau war die als Dichterin weitaus geschätztere Akazome Emon. Sein Gōribushū (江吏部集) ist eine der wenigen vollständig erhaltenen Gedichtsammlungen der Heian-Zeit.[5]
- Koretoki (以言; 955–1010), ein Verwandter der Obigen, war Professor für Literaturkunde, sowie außerordentlicher Vizeminister für Riten und Zeremonien (shikibu gon no taibu). Tennō Ichijō, der ihn als Dichter sehr schätzte, beabsichtige ihn als kaiserlichen Chronisten (kuroudo) einzusetzen, was jedoch am Widerspruch des Regenten Fujiwara no Michinaga scheiterte.[6]

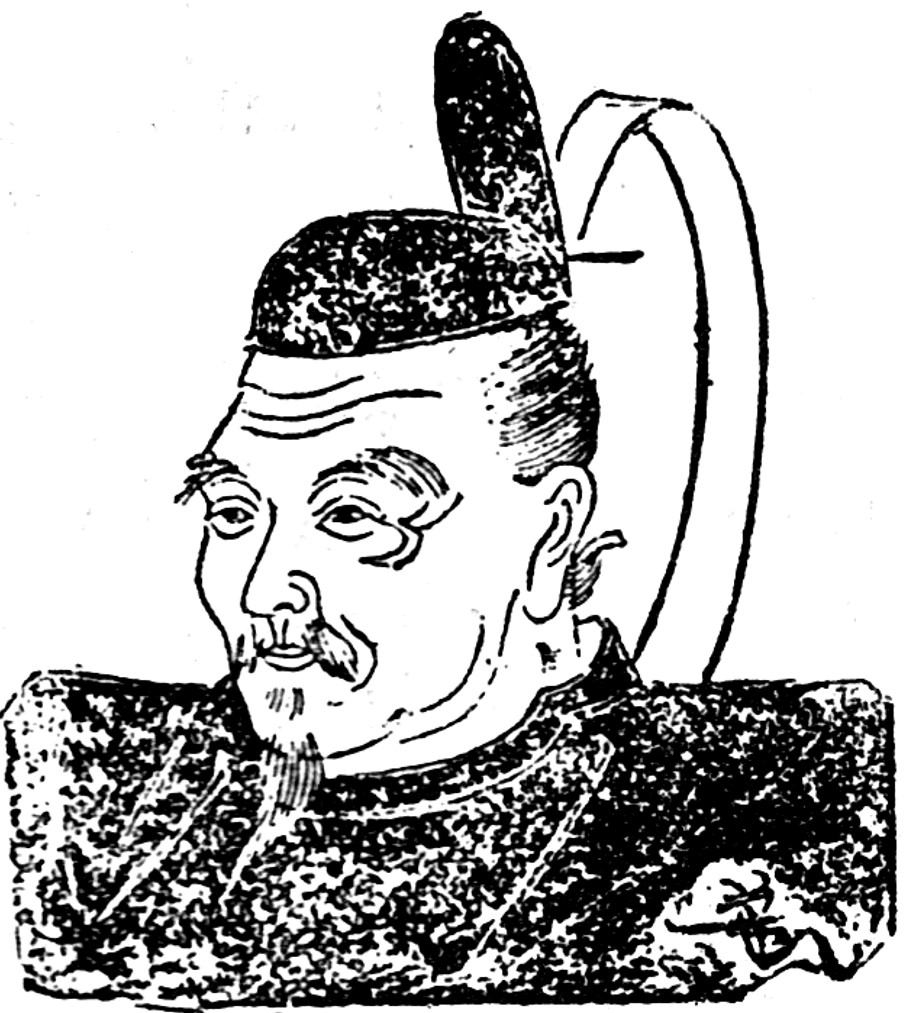
Ōe no Masafusa

- Masafusa (匡房; 1041–1111), ein Nachkomme Masahiras, war gleichfalls bedeutend als Literat und Dichter. Er wurde 1067 Lehrer im Palast des Kronprinzen und bildete die späteren Kaiser Go-Sanjō, Shirakawa und Horikawa aus. Er war zudem Staatsrat (sangi), Gon-Chūnagon und Minister der Finanzen (Ōkura-kyō),[7] sowie von 1098 bis 1102 Generalgouverneur von Dazaifu. Er hatte den zweiten, wahren Hofrang inne. Masafusa, Fujiwara no Nagafusa und Fujiwara no Korefusa, die alle zur gleichen Zeit berühmt waren, wurden auch „Die Sambō“ (三房), also „Die drei Fusa“, genannt.
- Hiromoto (廣元; 1148–1225), ein Nachkomme Masafusas, schloss sich Minamoto no Yoritomo an, als dieser 1180 den Kampf gegen die Taira begann. Er wurde 1183 zum Leiter des Archivs (Bettō des Kumonjo)[A 2] ernannt und hatte so großen Anteil an der Organisation des Kamakura-Shogunats. Als Dank für seinen Einsatz erhielt er das Lehen Yamamoto in der Provinz Higo. Später war er Bettō des Mandokoro. Er erwies sich als fähiger Berater der Shōgune Minamoto no Yoriie und Sanetomo. Von ihm stammten die Mōri in der Provinz Chōshū ab.